# Августін Гамарра
Августін Гамарра-і-Мессія (ісп. Agustín Gamarra y Messia; 27 серпня 1785, Куско — 18 листопада 1841, Болівія) — перуанський військовий, державний і політичний діяч, Великий маршал Перу (1828). Двічі був президентом Перу — 1-й раз з 1 вересня 1829 по 20 грудня 1833, 2-й раз — з 25 серпня 1838 по 11 липня 1840 як тимчасовий президент, і з 11 липня 1840 по 18 листопада 1841.

## Біографія
Августін Гаммарра вибрав кар'єру військового, з молодості боровся проти роялістів Перу, воював в Війні за незалежність Перу під командуванням Андреса де Санта-Круса. Брав участь в битві при Аякучо, після вторгнення в Болівію в 1828 році отримав звання маршала.
Після поразки Хосе де ла Мара в війні з Великою Колумбією і після його повалення став не надовго час президентом Перу змінивши тимчасового президента Антоніо Гутієрреса де ла Фуенте. Мирний договір з Великою Колумбією був підписаний вже в правління Гамарра.
Уряд Гамарра слідував протилежним курсом прихильників конституційний реформи та обмежував виконавчу владу, він відхилив конституцію 1828 року.
Гамарра був змушений часто покидати столицю, щоб запобігати і придушувати повстання в різних частинах країни, намагаючись зберегти її територіальну цілісність і єдність, під час таких експедицій він залишав своїм заступником свого попередника Антоніо Гутієрреса де ла Фуенте.
Головною ідеєю Гамарра в той час була ідея анексії Болівії, він поділився цією ідеєю з Андресом де Санта Крусом тодішнім президентом Болівії. Але ідея Гамарра не знайшла широкої підтримки оскільки тоді Болівія відчувала себе вже незалежною державою, незважаючи на те, що відокремлена була від Перу в 1824 році генералом Антоніо Сукре.
У 1835 році, коли Орбегосо був змушений підписати договір з Андресом де Санта Крусом про створення Перу-болівійської конфедерації, Гамарра виступав категорично проти цього. Гамарра за допомогою Чилі почав збройний опір, що призвело до бою при Юнга, де Санта Крус зазнав поразки.
Під час свого другого президентства Гамарра був змушений протистояти різним сепаратистським рухам у країні, повстань і підривним діям організованим сусідами. У черговій війні з Болівією в битві при Інгаві в 1841 році Гамарра був переможений і убитий болівійською військами.